# Refuge d'E Capannelle
Le refuge d'E Capannelle est un refuge situé en Corse dans le massif du Monte Renoso (Rinosu, en Corse).

## Caractéristiques
Le refuge est installé à 1 642 m d'altitude, au-dessus de Ghisoni sous le Monte Renoso le long du GR20. Il est accessible toute l'année et, contrairement aux autres refuges du GR20, n'est pas gardé et ne permet pas la réservation. Il dispose de 16 couchages. Le site étant aussi occupé depuis 1974 par une station de ski, on trouve à cet endroit des gîtes d'étape qui proposent, de mai à fin septembre ou octobre, épicerie, restaurant, dortoirs, chalets, et zone de bivouac autorisé.

## Historique
Des anciennes bergeries d'estive attestent de l'occupation du site bien avant la création du GR20 et de la station de ski Ghisoni-Capannelle en 1974. Ouvert aux randonneurs du GR20 à partir de l'été 1976, ce refuge a été partiellement refait à la suite de l'effondrement de sa toiture en 2017.

## Accès
C'est le sixième refuge (dans le sens sud-nord) présent sur le GR20. Il est desservi par la RD169. Le refuge précédent (au sud) sur le GR20 est le refuge de Prati. L'aire de bivouac à défaut de refuge suivant (au nord) sur le GR20 est Vizzavona.

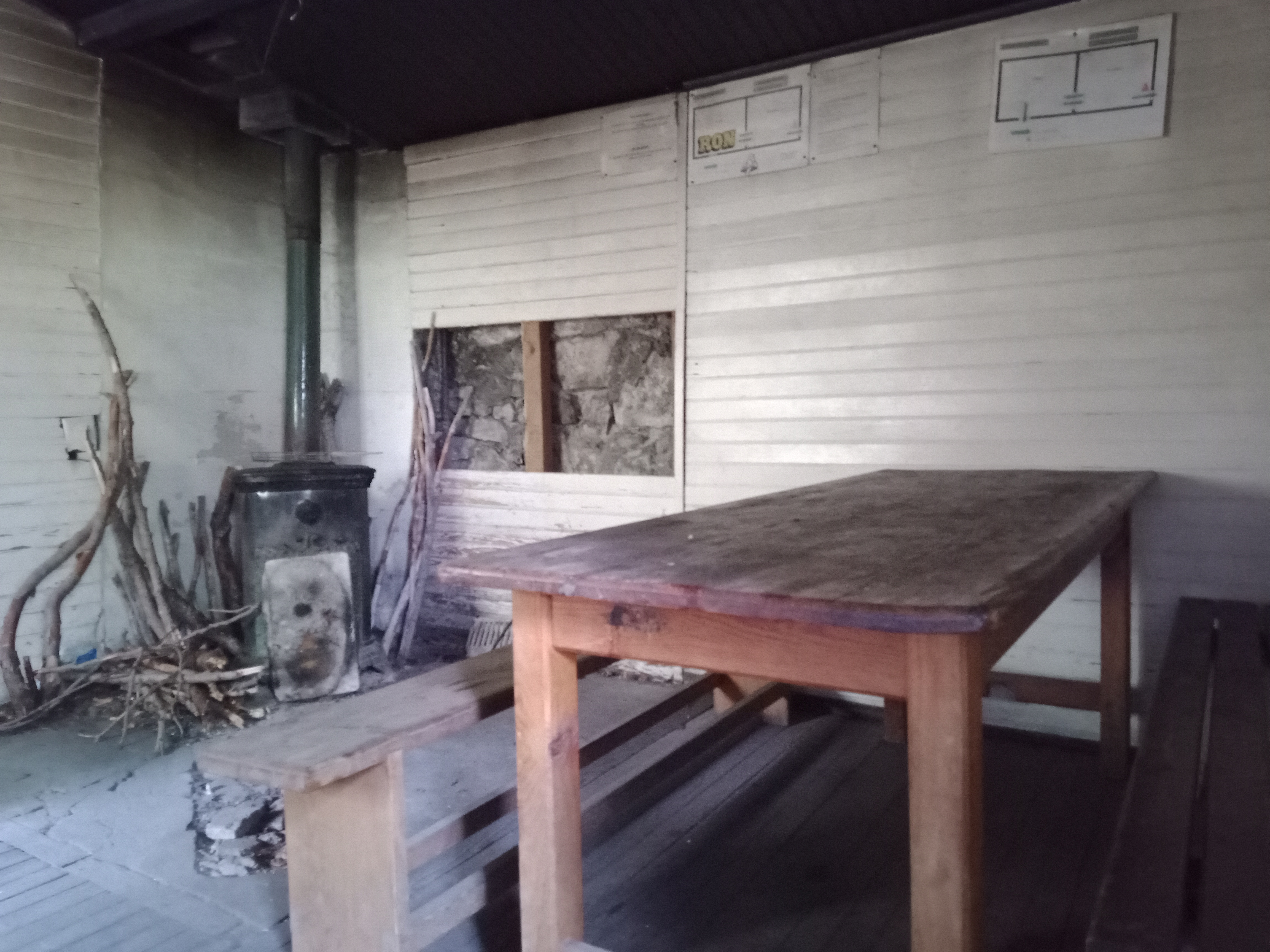
L'intérieur du refuge
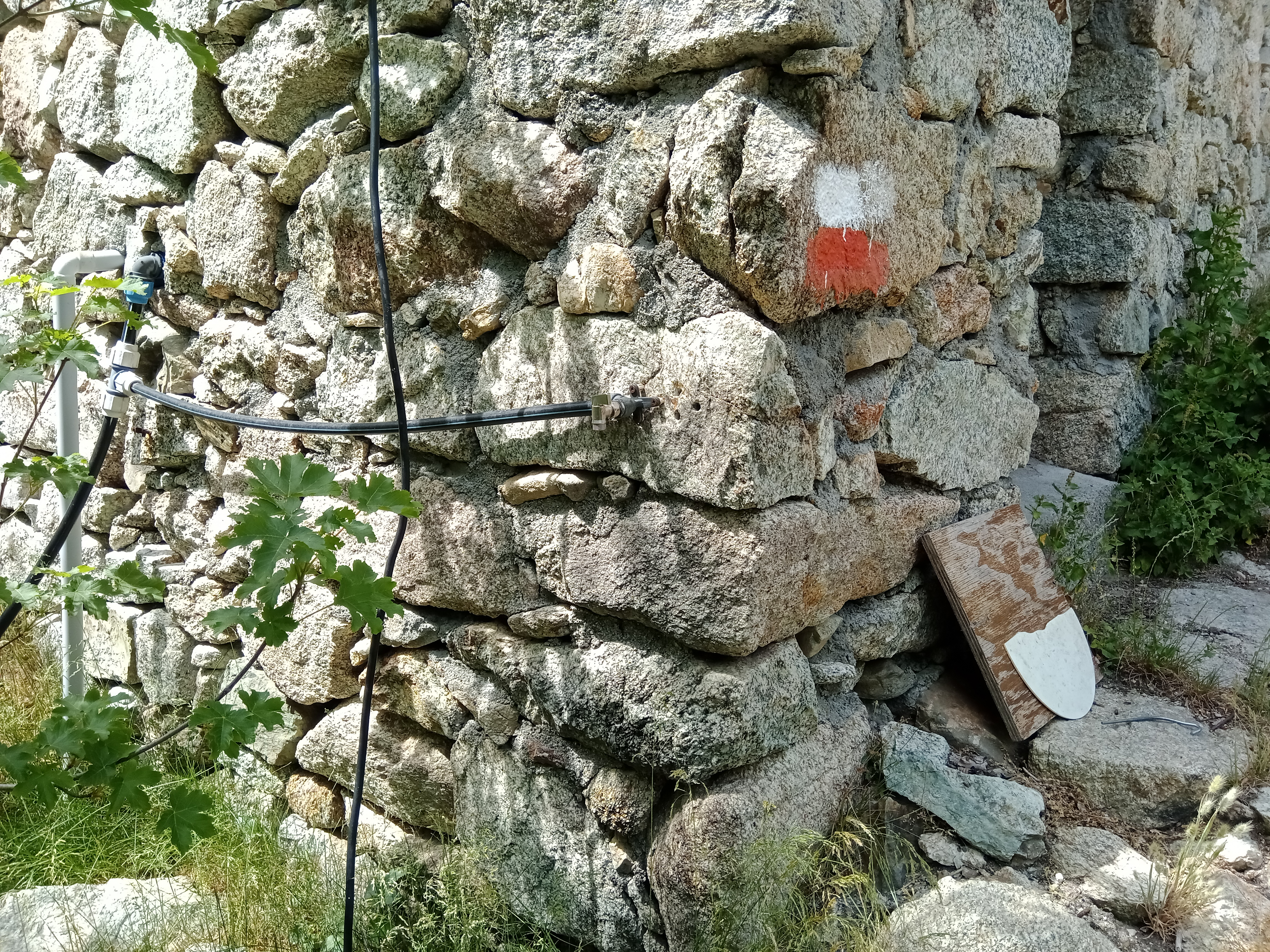
La source captée à l'extérieur du refuge